# August Dieckmann (Politiker)
August Dieckmann (* 20. April 1856 in Halberstadt; † 17. April 1913 in Hannover) war ein deutscher Politiker und Jurist. Er war von 1888 bis 1913 Bürgermeister der Stadt Leer.

## Leben
August Dieckmann wurde am 20. April 1856 als Sohn eines Kaufmannes in Halberstadt geboren. Er legte 1875 das Abitur am Halberstädter Domgymnasium ab. Nach seinem Dienst als Einjährig-Freiwilliger (beendet als Oberleutnant), studierte er Rechts- und Kameralwissenschaften in Leipzig und Göttingen. 1885 legte er das zweite Staatsexamen ab. Danach arbeitete er bis 1887 bei der Staatsanwaltschaft Hannover. Dieckmann starb am 17. April 1913 in Hannover, nachdem er sich dort einer Operation gegen Magenkrebs unterzogen hatte.

## Politik
Dieckmann wurde am 21. Dezember 1887 in Leer zum Bürgermeister gewählt. Er trat sein Amt am 17. Januar 1888 an. Seit dem 15. August 1888 gehörte er außerdem dem Kreistag in Leer an. Allgemein wird die Amtszeit Dieckmanns als Zeit des wirtschaftlichen Aufschwungs betrachtet. Dieckmann selber war kein Parteimitglied und verstand es, Streit (wie etwa 1906, als 900 Arbeiter streikten) zwischen verschiedenen Gruppen zu schlichten.
In Dieckmanns Amtszeit fallen der Neubau des Leeraner Rathauses, das schließlich 1894 (gebaut nach einem Entwurf von Karl Henrici) feierlich eingeweiht wurde. 1901 begann außerdem der Deichbau in Leer, der auf die Sturmfluten in den Jahren 1887, 1883 und 1901 reagierte. Pläne Dieckmanns, alle Häuser an die Kanalisation anzuschließen, scheiterten 1903 an wirtschaftlichen Interessen. Das größte und wichtigste Projekt in Dieckmanns Amtszeit war jedoch der gleichzeitig mit der Kanalisation vorgenommene Hafenbau von 1900–1903. Im Gegensatz zu anderen Städten (beispielsweise Emden) weigerte sich das Land Preußen, den Hafenbau in Leer zu finanzieren. Die Kosten (ca. 3 Millionen Mark) musst die Stadt daher komplett selbst tragen; größtenteils wurde der Hafenbau über Anleihen finanziert. Der Hafenbau sorgte dafür, dass der Leeraner Hafen tideunabhängig wurde. Neben dem Hafenbau setzte sich Dieckmann auch für die Wasserversorgung in Leer ein: 1902 kaufte die Stadt Leer das Wasserwerk und schloss zunehmend Häuser an das Wasserversorgungsnetz an.

## Auszeichnungen
- Königlicher Kronen-Orden 3. Klasse (1907)[1]
- Roter Adlerorden 3. Klasse mit Schleife (1909)[1]

## Belege
1. 1 2 3 4  Günther Robra: August Dieckmann. (PDF) In: bibliothek.ostfriesischelandschaft.de. Ostfriesische Landschaft, abgerufen am 15. Dezember 2022.
2. ↑  Enno Eimers: Kleine Geschichte der Stadt Leer. 1. Auflage. Schuster Verlag, Leer 1993, S. 65 - 73.

| Personendaten    | Personendaten                  |
| ---------------- | ------------------------------ |
| NAME             | Dieckmann, August              |
| KURZBESCHREIBUNG | deutscher Politiker und Jurist |
| GEBURTSDATUM     | 20. April 1856                 |
| GEBURTSORT       | Halberstadt                    |
| STERBEDATUM      | 17. April 1913                 |
| STERBEORT        | Hannover                       |